# Ларне
Ларне (на нидерландски: Laarne) е селище в Северна Белгия, окръг Дендермонде на провинция Източна Фландрия. Населението му е около 11 700 души (2006).